# عباس قلعة (قرة باشلو)
عباس قلعة (بالفارسية: عباس قلعه) هي قرية تقع في إيران في خراسان رضوي. يقدر عدد سكانها بـ 150 نسمة بحسب إحصاء 2016.